# TeenNick
TeenNick es un canal de televisión por suscripción estadounidense propiedad de Paramount Global, el cual lo opera mediante su división Paramount Media Networks. Se enfoca en la audiencia adolescente y preadolescente, con una programación que se compone de series de acción real provenientes de Nickelodeon. 
El canal fue lanzado el 28 de septiembre de 2009 como una fusión de dos bloques de programación, ambos centrados en el público adolescente: estos eran TEENick (en Nickelodeon) y The N (en el canal preescolar Noggin). Antes del lanzamiento de TeenNick, su espacio era previamente ocupado por el canal de concursos Nick GAS (1999-2007) y después por la señal de 24 horas de The N (2008-2009).
El presentador principal del bloque TEENick en Nickelodeon, Nick Cannon, es mencionado en documentos publicitarios como el director y como el asesor de programación del nuevo canal. Cannon también fue presentador en varios programas dentro de la nueva señal, como TeenNick Top 10
El canal se encontraba disponible a cerca de 63 millones de hogares que cuentan con televisión de pago en Estados Unidos (cifras de septiembre de 2018).
El 14 de septiembre de 2020 el canal llegó a Latinoamérica en reemplazo de Nick 2.

## Historia

### Bloques de programación (2001-2009)
TeenNick es el sucesor de "TEENick" y "The N," dos bloques de programación que se emitieron en Nickelodeon y Noggin, respectivamente.
TEENick era un bloque de programación, presentado por celebridades, en Nickelodeon dirigido a preadolescentes. El bloque se lanzó el 4 de marzo de 2001, y duró hasta el 1 de febrero de 2009. TEENick se transmitía los domingos por la noche de 6 a 9pm. En 2005, se retransmitió los sábados de 8 a 10pm. ET/PT (reemplazando el bloque SNICK que comenzó en 1992). 
Las ediciones de los sábados por la noche se transmitieron como "TEENick Saturday Night" hasta 2006, donde se renombró como "TEENick" para ambas transmisiones. El anfitrión inaugural fue Nick Cannon, seguido por Jason Everhart (también conocido como "J Boogie"). La programación de TEENick consistía principalmente en comedias de acción en vivo, como True Jackson, VP, The Troop y iCarly, así como reposiciones ocasionales de programas animados como All Grown Up y My Life as a Teenage Robot.
Mientras tanto, The N era un bloque nocturno en Noggin que se lanzó el 1 de abril de 2002, desde las 6pm a 6am todos los días. Las series que anteriormente se transmitían durante la época de Noggin como un canal para todas las edades, como A Walk in Your Shoes y Sponk!, migraron a The N. El bloque generó varios series originales, incluida la comedia animada O'Grady y los dramas de acción en vivo Out There y South of Nowhere. Al igual que el resto del canal Noggin, los programas originales de The N se crearon con objetivos educativos, que era poco común para la programación adolescente en ese momento.
El 13 de agosto de 2007, Nickelodeon anunció que cerraría "Nick GAS" a finales de año, con una versión de 24 horas de The N ocupando su espacio de canal. La red independiente de The N funcionó durante menos de dos años, desde el 31 de diciembre de 2007 hasta el 28 de septiembre de 2009. Al obtener su propio canal, The N incorporó varias series de TEENick en su programación, incluida Drake y Josh y Zoey 101. Según Polygon, "Nickelodeon comenzó a eliminar gradualmente la programación de The N y reemplazarla con TEENick, un bloque de entretenimiento sin plan de estudios educativo y sin participación de Noggin. The N perdió su equilibrio en 2009, y ambos [The N] y su sitio web cerraron por completo".

### TeenNick (2009-presente)
El canal TeenNick fue lanzado el 28 de septiembre de 2009 a las 6.00 a. m. ET/5:00 a. m. Centro, el logotipo del canal, el cual es parte de un esfuerzo universal de renombramiento en todos los cuatro canales de Nickelodeon, fue revelado en la fiesta de lanzamiento del canal el 18 de junio de 2009.
El 1 de febrero de 2010, TeenNick empezó a incorporar vídeos musicales en su programación matutina y vespertina, con vídeos transmitidos entre 6 a. m. y 3 p. m. ET (esto se ha estado haciendo periódicamente por algún tiempo anterior a esa fecha, usualmente transmitiendo entre 6 y 8 a. m./ET aunque no todos los días), cuando se programan vídeos musicales, todos los programas terminan dos o tres minutos antes de lo usual.
El 5 de octubre de 2015, estrenó un bloque llamado The Splat (actualmente Nick Rewind), donde se retransmiten todas aquellas series clásicas de Nickelodeon, la mayoría de los años 90.

## Señales internacionales
- TeenNick Latinoamérica: Lanzado el 14 de septiembre de 2020 en sustitución de la anterior fuente de Nick HD conocida como Nick 2.
- TeenNick Arabia: Lanzado el 15 de abril de 2017.
- TeenNick Grecia: Disponible como bloque de programación en Rise TV.
- TeenNick Israel: Lanzado el 20 de marzo de 2017.
- TeenNick Vietnam: Se lanzó un bloque de TeenNick en HTV3 el 28 de septiembre de 2018.
- TeenNick Hungría: Lanzado el 12 de enero de 2021, reemplazando a RTL Spike.
- TeenNick Rumania: Lanzado el 12 de enero de 2021, reemplazando a Paramount Channel.

### Latinoamérica
El canal inició sus emisiones como Nickelodeon HD en 2011. Transmitía programación distinta al canal principal, con bumpers específicamente para la señal en alta definición, con horarios propios.
En 10 de abril de 2015, Viacom confirmó que el canal HD pasaría a emitir la misma programación en vivo que el canal principal. El 17 de diciembre, se lanzó un segundo canal en HD, siendo un simulcast de la señal Centro de Nick (es decir, que emitían exactamente la misma programación). Con el paso del tiempo, se fueron lanzando las versiones HD simulcast del canal para México y Argentina, que recibían sus propias señales. 
Un año después, el 1 de agosto de 2016, Nickelodeon HD (la señal lanzada en 2011) cambió de nombre a Nick 2, estrenando nuevas gráficas pero manteniendo la misma programación y sin publicidad comercial. El canal entró en varias proveedoras de televisión al lado del Nick HD simulcast y en las cableoperadoras en las que ya era ofrecida como la variante en alta definición de Nickelodeon, Nick HD simulcast entró en su lugar.
El canal finalizó sus emisiones el 14 de septiembre de 2020 y fue reemplazado por TeenNick Latinoamérica, una versión localizada para la región. TeenNick LA tampoco posee comerciales y sus bumpers promocionando su programación no presentan texto (no se ve el título del programa ni sus horarios de emisión, como sí ocurre en el resto de canales de Nick en la región), una situación similar a la del canal Nickelodeon en Europa.
Hasta 2013 en México se solía ofrecer en ciertas cableoperadoras la señal estadounidense de TeenNick, con pista de audio en español pero con comerciales en inglés. Dicha señal fue retirada de las cableoperadoras que lo poseían para reemplazarlo por la señal de Nicktoons (Latinoamérica).

Logotipo utilizado desde 2019 hasta 1 de enero de 2024 en Estados Unidos, y desde 14 de septiembre de 2020 hasta 20 de mayo de 2024 en Latinoamérica

El 1 de abril de 2022 TeenNick llegó a DirecTV únicamente en Chile y Perú.

### Cerradas
- Reino Unido e Irlanda: se lanzó en 2009 como un bloque de programación en Nickelodeon Reino Unido e Irlanda y se cerró el 30 de julio de 2010.
- TeenNick Holanda y Flandes: Lanzado el 14 de febrero de 2011 como un bloque de programación en Nickelodeon Países Bajos y cerrado el 30 de septiembre de 2015 siendo reemplazado por Spike.
- TeenNick India: Se lanzó el 21 de noviembre de 2012 como un bloque de programación en Nick Jr. India y se cerró el 1 de febrero de 2017.
- TeenNick Italia: Lanzado el 4 de diciembre de 2015 y cerrado el 2 de mayo de 2020.
- Nickelodeon Teen Francia: Lanzado el 19 de noviembre de 2014 como Nickelodeon 4Teen, rebautizado como Nickelodeon Teen el 26 de agosto de 2017 y se cerró  el 15 de julio de 2025, siendo reemplazado por Nicktoons.